# 2MASS J08575849+5708514
2MASS J08575849+5708514 ist ein Brauner Zwerg im Sternbild Großer Wagen. Er wurde 2002 von Thomas R. Geballe et al. entdeckt. Er gehört der Spektralklasse L8 an.